# Joyride (film 2022)
Joyride è un film del 2022 diretto da Emer Reynolds.

## Trama
Dopo una lite con il padre il dodicenne Mully, rimasto orfano di madre da poco, ruba un taxi e fugge di casa, solo per scoprire Joy addormentata sul sedile posteriore. La donna sta andando da amici a cui spera di affidare la figlia neonata che lei non si sente in grado di gestire e Joy e Mully decidono di aiutarsi a vicenda a risolvere i rispettivi problemi.

## Produzione

### Sviluppo
Nel novembre 2020 è stato annunciato che il premio Oscar Olivia Colman avrebbe recitato nel film Joyride, diretto da Emer Reynolds su una sceneggiatura di Ailbhe Keogan. Il giovane Charlie Reid è stato scelto tra altri millecinquecento adolescenti.

## Promozione
Il primo trailer del film è stato pubblicato il 5 luglio 2022.

## Distribuzione
Il film ha avuto la sua prima il 5 luglio 2022 in occasione del Galway Film Fleadh. La distribuzione nelle sale irlandesi è avvenuta il 29 luglio dello stesso anno.